# Microsoft Tag

Microsoft Tag との互換性を示すロゴ

大容量カラーバーコードの例。当記事英語版のURLを示すMicrosoft Tag

Microsoft Tag（マイクロソフト タグ）はマイクロソフトが開発した二次元バーコード。同社で開発された色付きの複数の正三角形から構成されるカラーバーコード技術である、大容量カラーバーコード（High Capacity Color Barcode:HCCB）を採用する。

## 概要
High Capacity Color Barcode（HCCB: 大容量カラーバーコード）は、色付きの三角形のグリッドを使用して、データをエンコードする技術である。用途に応じ、グリッドサイズ（三角形のシンボルの合計数）、シンボル密度（三角形の印刷サイズ）、およびシンボル数（使用する色の数）が変化する。HCCBには、8色、4色、または2色（白黒）のパレットを使用できる。多くの場合、5 x 10グリッドで4色を使用する。マイクロソフトによると、標準的な市販のプリンターとスキャナーを使用したテストでは、1平方インチあたり約3,500文字を記録した8色HCCBを読み取ることができた。
Microsoft Tagでは原則、短縮URLに類似した、機械で読み取り可能なWebリンクを使用する。読み取られると、Tagアプリケーションは、そのHCCBデータをMicrosoftのサーバーに送信し、発行元の意図したURLを返す。タグリーダーは、ユーザーのモバイルブラウザを適切なWebサイトに誘導する。このリダイレクトにより、Microsoftはユーザーを追跡し、その分析結果をバーコードの発行元に提供することもできる。
このような方法により、白黒のピクセルを使用するQRコードと比較して、より多くの情報を小さなスペースで記録することができる。
このプラットフォームがリリースされたとき、関連する分析結果の提供サービスとともに、商用および非商用の両方でタグの作成は登録無料のWindows Liveアカウントを取得すれば、無償で利用することができた
。
2013年に、新しいアカウントを作成するプロセスがScanbuyに移行され、「ScanLifeからも同じ基本機能を備えた無料プランが提供される」と発表された。追加機能は有償で提供される。
ユーザーは、カメラを搭載したスマートフォンに専用アプリ「Microsoft Tag Reader」をインストールすることで、携帯電話のカメラを使用してタグを読み取ることができる。なお、このアプリはWindows Mobile、Android、iPhone、BlackBerry、Symbian OSを搭載した携帯電話向けに無料で公開されていた。なお、同社で初めて開発されたAndroidアプリ、また2番目に開発されたiOSアプリとなった。
また、ユーザーオプションとして、携帯電話のGPSを利用し、HCCBデータとともに座標データを送信し、ユーザーの現在地に合った情報を提供することができる。例えば、レストランの広告の場合、ユーザーを最も近い店舗へ案内することができる。
企業にとっても、2次元バーコードを使用して、従来のマーケティングメディア（店舗やLCDでの広告、看板、包装、商品）を、オンラインで情報にアクセスするためのゲートウェイに変換できるというメリットがある。このように、タグは、あらゆるメディアからウェブサイトまたはオンラインメディアへのゲートウェイとして適用できる。
Microsoft Tag Readerを使用すると、携帯電話のカメラでタグを読み取り、テキストやURLのほか、vCardといった、オンライン上にある写真やビデオ、連絡先などのあらゆる形式の情報にアクセスできる。
Microsoft Tag Readerは、Windows Phone 7、Windows Mobile、BlackBerry、Java、Android、Symbian S60、iPhone、およびJava MEプラットフォームに基づく多くのデバイスで利用できる。
開発当初から、国際機関に無償で技術をライセンスするなど、広く普及に向けた活動が行われていたが、Microsoftは2013年8月19日、Microsoft Tagを2015年8月19日に終了すると発表。2000年にオリバー・アティアによって設立されたQRコード関連技術開発会社であるScanbuy社がサードパーティとして、2013年9月18日から同社のScanLifeプラットフォーム上でMicrosoft Tagをサポートする。